# Ancistria pilosa
Ancistria pilosa is een keversoort uit de familie Passandridae. De wetenschappelijke naam van de soort is voor het eerst geldig gepubliceerd in 1995 door Burckhardt & Slipinski.